# Línea 128 (Montevideo)
La línea 128 es una línea de ómnibus de Montevideo, que une el barrio Paso de la Arena con el barrio Pocitos. El destino de ida es Pocitos y el destino de la vuelta es Paso de la Arena.

## Recorridos
En marzo de 2019 fue suprimido su destino hacia Nuevo París, sustituido por la línea L28 que conecta este barrio con Belvedere y Paso Molino.
| IDA - Terminal Pocitos (Kibón) - Rambla Charles de Gaulle - Rambla República del Perú - Bulevar España - Acevedo Díaz - San Salvador - Juan Paullier - Avenida Gonzalo Ramírez - Juan D Jackson - Avenida Rivera - Avenida Daniel Fernández Crespo - Avenida de las Leyes - Avenida Agraciada - San Quintín - Santa Lucía - Eduardo Paz Aguirre - Julián Laguna - Camino Al Paso de la Arena - Camino de la Chimenea - Camino Tomkinson - Presbítero Cosme Agullo - Camino Cibils - Avenida Luis Batlle Berres - (Terminal Paso de la Arena) | VUELTA - (Terminal Paso de la Arena) - Avenida Luis Batlle Berres - Camino Tomkinson - Camino de la Chimenea - Camino Al Paso de la Arena - Julián Laguna - Eduardo Paz Aguirre - Santa Lucía - Córdoba - José Llupes - Avenida Agraciada - Avenida de las Leyes - Madrid - Magallanes - Miguelete - Arenal Grande - Avenida Uruguay - Eduardo Acevedo - Avenida Gonzalo Ramírez - Acevedo Díaz - San Salvador - Bulevar España - Juan Benito Blanco - 26 de Marzo - Avenida Luis Alberto de Herrera - Rambla Charles de Gaulle - Terminal Pocitos (Kibón) |